# Hebridochernes cornutus
Espèce
Hebridochernes cornutus est une espèce de pseudoscorpions de la famille des Chernetidae.

## Distribution
Cette espèce est endémique de Nouvelle-Guinée orientale en Papouasie-Nouvelle-Guinée.

## Description
Hebridochernes cornutus mesure de 1,8 à 2 mm.

## Publication originale
- Beier, 1965 : Die Pseudoscorpioniden Neu-Guineas und der benachbarten Inseln. Pacific Insects, vol. 7, no 4, p. 749-796 (texte intégral).